# Eugenio Castellotti
Eugenio Castellotti   (Lodi, 10 d'octubre de 1930 - Mòdena, 14 de març de 1957) va ser un pilot de curses automobilístiques italià que va arribar a disputar curses de Fórmula 1.
Eugenio Castellotti va néixer el 10 d'octubre del 1930 a Lodi, Itàlia i va morir el 14 de març del 1957 en un accident provant un monoplaça a l'autòdrom de Mòdena.

## A la F1
Va debutar a la primera cursa de la temporada 1955 (la sisena temporada de la història) del campionat del món de la Fórmula 1, disputant el 22 de febrer del 1955 el GP de l'Argentina al Circuit Oscar Alfredo Galvez.
Eugenio Castellotti va participar en catorze curses puntuables pel campionat de la F1, disputades en tres temporades diferents, les corresponents als anys 1955, 1956 i 1957, assolí un segòn lloc com a millor classificació (en dues ocasions).

## Resultats a la Fórmula 1
| Any  | Equip   | Xassís  | Motor   | 1       | 2     | 3   | 4       | 5     | 6      | 7       | 8     | Posició | Punts |
| ---- | ------- | ------- | ------- | ------- | ----- | --- | ------- | ----- | ------ | ------- | ----- | ------- | ----- |
| 1955 | Lancia  | Lancia  | Lancia  | ARG Ret | MON 2 | 500 | BEL Ret | HOL 5 | GBR 6  | ITA 3   |       | 3r      | 12    |
| 1956 | Ferrari | Ferrari | Ferrari | ARG Ret | MON 4 | 500 | BEL Ret | FRA 2 | GBR 10 | ALE Ret | ITA 8 | 6è      | 7.5   |
| 1957 | Ferrari | Ferrari | Ferrari | ARG Ret | MON   | 500 | FRA     | GBR   | ALE    | PES     | ITA   | -       | 0     |

### Resum
| Curses: | Victòries: | Pòdiums: | Poles: | Voltes ràpides: | Punts: |
| ------- | ---------- | -------- | ------ | --------------- | ------ |
| 14      | 0          | 3        | 0      | 1               | 19.5   |